# Бронзівка волохата
Бронзівка волохата, оленка, або оленка волохата (Tropinota hirta) — жук з підродини бронзівки (Cetoniinae) родини пластинчастовусі (Scarabaeidae). Поширений в Євразії, зокрема в Україні.

## Опис
Довжина 8–13 мм. Забарвлення матово-чорна, верх з жовтуватими або білими плямами або смугами, їх малюнок дуже мінливий. На переднеспинці шість білих плям. Волоски на тілі двоколірні: сірі та жовті (спинка жука майже гола). Низ тіла світлий і покритий густими волоссям.

## Ареал
Вид поширений в Середній і Південній Європі та Західній Азії в лісостеповій і степовій зонах. В Україні відомий на всій території.

## Біологія
Живиться бутонами і квітками. Відкладають яйця у ґрунт, личинки живляться відмерлими корінцями і перегноєм і заляльковуються там же. Зимують дорослі жуки, зарившись в ґрунт. 

## Значення
Імаго є шкідником багатьох сільськогосподарських рослин, сильно об'їдаючи їхні квіти.